# Festival Internacional de Cine de Berlín de 1975
La 25ª edición del Festival de Cine de Berlín se llevó a cabo desde el 27 de junio al 8 de julio de 1975. El Oso de Oro fue otorgado a la cinta húngara Adopción dirigida por Márta Mészáros, siendo la primera mujer en ganar este galardón.

## Jurado
Las siguientes personas fueron escogidas para el jurado de esta edición:
Jurado oficial
- Sylvia Syms, actriz (Reino Unido) - Presidente
- Ottokar Runze, director (RFA)
- Henry Chapier, director (Francia)
- Else Goelz, periodista (RFA)
- Albert J. Johnson, crítico de cine (EE. UU.)
- Rostislav Yurenev, crítico de cine (URSS)
- João Carlos Martins, pianista y director de orquesta (Brasil)
- Sukhdev Sandhu, director de cine (India)

## Películas en competición
La siguiente lista presenta a las películas que compiten por Oso de Oro:
| Título en español                                     | Título original                                       | Director(es)                                       | País           |
| ----------------------------------------------------- | ----------------------------------------------------- | -------------------------------------------------- | -------------- |
| Adopción                                              | Örökbefogadás                                         | Márta Mészáros                                     | Hungría        |
| Los pecados de un ardiente varón                      | Il piatto piange                                      | Paolo Nuzzi                                        | Italia         |
| Balance matrimonial                                   | Bilans kwartalny                                      | Krzysztof Zanussi                                  | Polonia        |
| Crónica de una violación                              | Dupont Lajoie                                         | Yves Boisset                                       | Francia        |
| Comedie fantastica                                    | Comedie fantastica                                    | Ion Popescu-Gopo                                   | Rumanía        |
| Dar Ghorbat                                           | Dar Ghorbat                                           | Sohrab Shahid-Saless                               | Irán           |
| La primera vez sobre la hierba                        | La prima volta, sull'erba                             | Gianluigi Calderone                                | Italia         |
| Gangsterfilmen                                        | Gangsterfilmen                                        | Lars G. Thelestam                                  | Suecia         |
| La casa grande                                        | La casa grande                                        | Francisco Rodríguez Fernández                      | España         |
| Eiszeit                                               | Eiszeit                                               | Peter Zadek                                        | RFA            |
| Jakob, el mentiroso                                   | Jakob der Lügner                                      | Frank Beyer                                        | RDA            |
| John Glückstadt                                       | John Glückstadt                                       | Ulf Miehe                                          | RFA            |
| La' os være                                           | La' os være                                           | Lasse Nielsen y Ernst Johansen                     | Dinamarca      |
| Lily quiéreme                                         | Lily, aime-moi                                        | Maurice Dugowson                                   | Francia        |
| La última noche de Boris Grushenko                    | Love and Death                                        | Woody Allen                                        | EE. UU.        |
| Sto dney posle detstva                                | Sto dney posle detstva                                | Serguei Soloviov                                   | URSS           |
| Fuera de temporada                                    | Out of Season                                         | Alan Bridges                                       | Reino Unido    |
| Overlord                                              | Overlord                                              | Stuart Cooper                                      | Reino Unido    |
| Los justicieros del Oeste                             | Posse                                                 | Kirk Douglas                                       | EE. UU.        |
| Samna                                                 | Samna                                                 | Jabbar Patel                                       | India          |
| Sandakan hachibanshokan bohkyo                        | Sandakan hachibanshokan bohkyo                        | Kei Kumai                                          | Japón          |
| SSS                                                   | SSS                                                   | Václav Bedřich                                     | Checoslovaquia |
| Strast                                                | Strast                                                | Aleksandar Ilić                                    | Yugoslavia     |
| Kdo hledá zlaté dno                                   | Kdo hledá zlaté dno                                   | Jiří Menzel                                        | Checoslovaquia |
| Zwaarmoedige verhalen voor bij de centrale verwarming | Zwaarmoedige verhalen voor bij de centrale verwarming | Nouchka van Brakel, Ernie Damen y Bas van der Lecq | Países Bajos   |

## Fuera de competición
- Portrait of Fidel, dirigida por Gina Lollobrigida (Italia)
- Salmonico (יהיה טוב סלומוניקו), dirigida por Alfred Steinhardt (Israel)

## Palmarés
Los siguientes premios fueron entregados por el jurado profesional:
- Oso de Oroː Adopción de Márta Mészáros
- Oso de Plata. Premio extraordinario del jurado: 
  - Crónica de una violación de Yves Boisset
  - Overlord de Stuart Cooper
- Oso de Plata a la mejor dirección: Serguei Soloviov por Sto dney posle detstva
- Oso de Plata a la mejor interpretación femenina: Kinuyo Tanaka por Sandakan hachibanshokan bohkyo
- Oso de Plata a la mejor interpretación masculina: Vlastimil Brodský por Jakob, el mentiroso
- Oso de Plata por su contribución artística: Woody Allen por La última noche de Boris Grushenko